# غار پریشان (شماره ۱)
غار فامور (پریشان) (شماره ۱) مربوط به دوران پیش از تاریخ ایران باستان است و در شهرستان کازرون، در دامنه کوه فامور، شمال دریاچه فامور (پریشان) واقع شده و این اثر در تاریخ ۱۱ شهریور ۱۳۸۲ با شمارهٔ ثبت ۹۸۳۰ به‌عنوان یکی از آثار ملی ایران به ثبت رسیده است.